# Паметник на Васил Левски (Карлово)

Паметникът на Васил Левски се намира на площад „Васил Левски“ в Карлово, между църквите „Св. Никола“ и „Успение Богородично“.
Построен е между 15 май 1903 г., когато е положен основният камък в присъствието на княз Фердинанд, и 1907 година по проект на скулптора Марин Василев. Статуята на Васил Левски го представя в цял ръст с револвер в ръка, а до него се намира ревящ лъв, символизиращ народа. В долната част на паметника са изброени имената на жители на Карлово, загинали в борбата за освобождение на България през юли и август 1877 г. В долната част на пиедестала се намират 3 релефа – „Създаване на революционен комитет“, „Залавянето на Левски“ и „Извеждане на карловски въстаници от конака“. 

## Галерия
- Снимки на паметника